# Handheld-Konsole
Eine Handheld-Konsole (auch oft Handheld-Videospielkonsole oder Handheld-Spiel(e)konsole genannt) ist ein tragbares elektronisches Gerät, welches in erster Linie zum Spielen von Videospielen entwickelt wird. Anders als bei stationären Konsolen sind Bedienelemente, Bildschirm und gegebenenfalls Lautsprecher bereits fest in der Konsole eingebaut. 
Im Laufe der 1960er und 1970er Jahre brachten erstmals verschiedene Hersteller, darunter Mattel und Milton Bradley, tragbare Tabletop- und andere (LCD-) Konsolen auf den Markt (Tabletop-Konsolen werden nicht zu den Handheld-Konsolen gezählt, da sie nicht zum Mitnehmen gedacht sind). Die erste Handheld-Konsole war Mattels Matell Auto Race aus dem Jahr 1976. Die erste kommerziell erfolgreiche Handheld-Konsole war Merlin – der elektronische Zauberer von Parker Brothers aus dem Jahr 1978. Die erste Handheld-Konsole mit austauschbaren Spielmodulen war schließlich das Microvision, das 1979 von Milton Bradley veröffentlicht wurde. Mit der Markteinführung des Game Boy im Jahre 1989 eroberte Nintendo bis heute die Marktführerschaft auf dem Handheld-Sektor und trug zur Popularisierung des Handheld-Konzeptes bei. Die erste internetfähige Handheld-Konsole und gleichzeitig die erste mit einem Touchscreen war der Game.com von Tiger Electronics aus dem Jahr 1997.

## Geschichte

### Ursprung

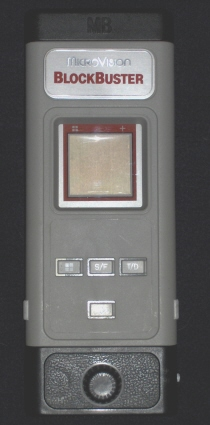
Microvision mit „Blockbuster“-Cartridge

Die erste Handheld-Konsole mit austauschbaren Spielmodulen, das Microvision, wurde 1979 von Smith Engineering entwickelt und von Milton Bradley (kurz: MB) vertrieben. Aufgrund des recht kleinen LC-Displays und einer Spielauswahl von nur 13 Titeln zeigte es sich jedoch nicht als langfristigen Erfolg und die Produktion wurde bereits zwei Jahre später eingestellt. Die Bedienelemente konnten leicht beschädigt werden und die LCDs der späten 1970er waren von mangelhafter Qualität, sodass sie oft undicht oder dunkel wurden, weshalb funktionierende Geräte des Microvision zu einer Seltenheit geworden sind.
1983 wurde in den USA von Palmtex das Home-Computer-Software-Super-Micro-Cartridge-System veröffentlicht.
Fünf Jahre nach dem Microvision, im Jahre 1984, erschien ausschließlich in Japan der Game Pocket Computer von Epoch-sha, die erste programmierbare Handheld-Konsole. Lediglich fünf Spiele wurden offiziell für das System veröffentlicht.
1989 veröffentlichte Nintendo den Game Boy. Das Entwicklerteam unter Leitung von Gunpei Yokoi zeigte sich bereits für die Nintendo-Game-&-Watch-Reihe, das Nintendo Entertainment System sowie die Spiele Metroid und Kid Icarus verantwortlich. Kritiker aus der Spieleindustrie standen dem Gerät aufgrund seines Schwarz-weiß-Bildschirms und der geringen Prozessorleistung zunächst skeptisch gegenüber. Das Designerteam war jedoch der Meinung, dass geringe Herstellungskosten und ein sparsamer Batterieverbrauch bei einer Handheld-Konsole wichtiger als die Grafik waren. Verglichen mit dem Microvision war der Game Boy vor allem in dieser Hinsicht ein großer Schritt nach vorne.
Yokoi erkannte, dass der Game Boy eine „Killerapplikation“ brauchte, also mindestens ein Spiel, das stellvertretend für die Konsole stehen und die Kunden überzeugen würde, sie zu kaufen. Im Juni 1988 sah Minoru Arakawa, CEO von Nintendo of America, eine Demonstration des Spiels Tetris auf einer Handelsmesse. Nintendo erwarb die Rechte am Spiel und verkaufte es im Bundle mit dem Game Boy. Der Erfolg ließ nicht lange auf sich warten und gegen Ende des Jahres 1989 hatte man bereits über eine Million Einheiten verkauft. Gegen 1992 betrugen die Verkaufszahl etwa 25 Millionen. Mit knapp 120 Millionen verkauften Einheiten (Game Boy Pocket und Game Boy Color miteingerechnet) ist der Game Boy eine der meistverkauften Spielkonsolen überhaupt.

### 1990er Jahre

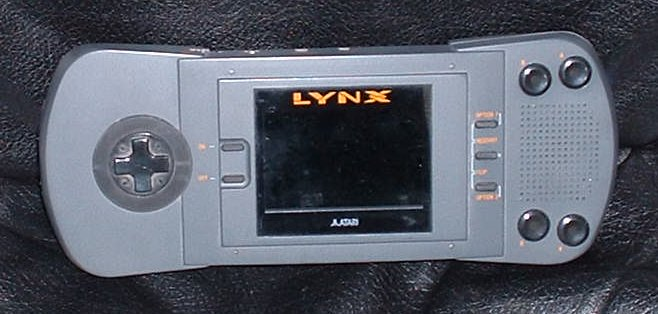
Atari Lynx (erste Ausführung von 1989)

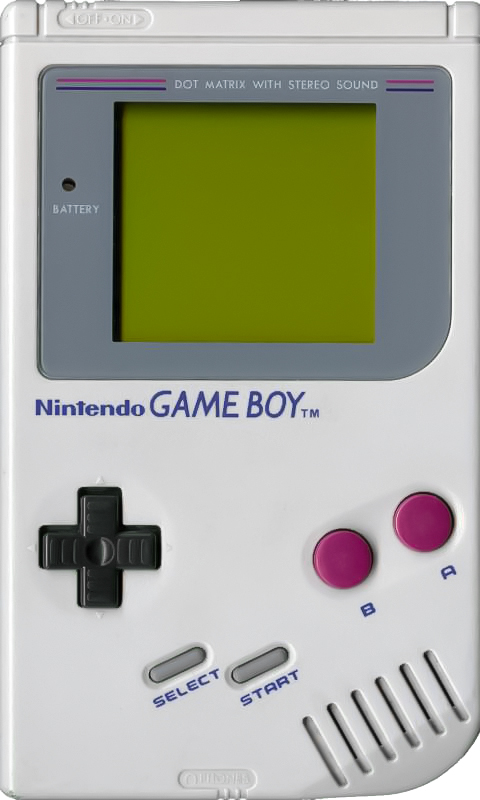
Nintendo Game Boy (erstes Modell von 1989)

Im Laufe der 1990er Jahre versuchten verschiedene Hersteller vergeblich, mit der Veröffentlichung neuer Handheld-Konsolen Nintendos Marktführerschaft anzufechten. Der Atari Lynx erschien beispielsweise im selben Jahr wie der Game Boy als erster Handheld mit Farbbildschirm. Das Gerät verfügte neben weiteren speziellen Merkmalen über eine Hintergrundbeleuchtung und konnte für Linkshänder gedreht werden. Aufgrund seines hohen Preises, immensem Batterieverbrauch, Produktionsengpässen, einem Mangel an fesselnden Spielen und Nintendos aggressiver Marketingkampagne verkaufte sich der Atari Lynx trotz der fortschrittlicheren Technik und der Veröffentlichung einer überarbeiteten Version im Jahre 1991 zu keinem Zeitpunkt besonders gut.
Als Reaktion auf den anhaltenden Erfolg des Game Boy wurden mehrere Handhelds entwickelt, die seine größte Schwäche, die geringe Grafikleistung, ausnutzen sollten. Der Sega Game Gear beispielsweise erschien gegen Ende 1990 und verfügte wie der Lynx über ein hintergrundbeleuchtetes Farbdisplay. Die innere Architektur des Game Gear ähnelte der des Sega Master Systems, so dass Sega innerhalb von kurzer Zeit eine große Auswahl an Spielen für den Game Gear anbieten konnte, die ursprünglich für das Master System entwickelt worden waren. Allerdings besaß der Game Gear die gleichen Schwächen wie der Lynx und, obwohl er erfolgreicher als dieser war, gelang es auch dem Game Gear nicht, die Marktherrschaft des Game Boy anzufechten.
Im Laufe der 1990er erschienen weitere Handheld-Konsolen, wie z. B. NECs PC Engine GT, das Watara Supervision oder das Neo Geo Pocket. Trotz der technischen Überlegenheit der meisten dieser Konsolen wurde keine von ihnen zu einer ernsthaften Konkurrenz für den Game Boy.
Neun Jahre nach seiner Veröffentlichung erhielt der Game Boy 1998 erstmals mit dem Game Boy Color ein Modell mit Farb-Display. Er entsprach in seinen Abmessungen in etwa dem kleineren und leichteren Game Boy Pocket, verfügte jedoch außerdem über einen Farbbildschirm, welcher 32.000 verschiedene Farben darstellen konnte und eine Infrarotschnittstelle, die als Multiplayer-Verbindung diente. Das Gerät war abwärtskompatibel zum Game Boy und konnte somit sowohl mit den vergleichsweise wenigen exklusiven Game-Boy-Color-Spielen als auch mit allen alten Game-Boy-Spielen verwendet werden, wobei die zusätzliche Rechenleistung des Game Boy Color nur sehr gering war.

### Moderne Handhelds
Am 21. März 2001 veröffentlichte Nintendo mit dem Game Boy Advance einen Nachfolger des Game Boy Color mit zusätzlichen Schultertasten, einem größeren Bildschirm und deutlich mehr Rechenleistung. Zwei Jahre später erschien 2003 mit dem Game Boy Advance SP eine kompakt zusammenklappbare Version mit hinterleuchtetem Display und eingebautem Lithium-Ionen-Akku des Game Boy Advance. Der N-Gage von Nokia aus dem Jahre 2003 konnte Nintendos Game Boy Advance keine Konkurrenz bereiten.
Der Nintendo DS erschien am 21. November 2004 in Nordamerika, wenig später in Japan und 2005 auch in Australien und Europa. Der DS bedeutete die Abkehr von Nintendos bisheriger Vorgehensweise, den vorhandenen Game Boy weiter auszubauen. Das Gerät verfügt über zwei LC-Bildschirme, von denen der untere auf Berührungen reagiert und dem Spieler so eine intuitivere Steuerung von Menüs und Spielfiguren ermöglicht. Der DS verfügt außerdem über eine Sprachsteuerung, ist mit Game-Boy-Advance-Spielen kompatibel und ermöglicht kabelloses Spielen über eine WLAN-Verbindung mit bis zu 16 Spielern – und auch zu Nintendos Heimkonsole Wii. Dies ist bei einigen Spielen, wie z. B. Mario Kart DS, auch über das Internet möglich.
Sonys PlayStation Portable (kurz: PSP) erschien Ende 2004 in Japan, Anfang 2005 in Nordamerika und am 1. September 2005 in Europa. Die PSP verfügt ebenfalls über kabellose Mehrspielerunterstützung und ist die erste Handheld-Konsole, deren Softwaretitel auf optischen Datenträgern, sogenannten UMDs gespeichert sind, was größere Datenmengen zulässt, und somit das Abspielen von Filmen, ähnlich einer DVD, zulässt. Spielstände können auf den beiliegenden Memory Sticks gespeichert werden. Dem Nintendo DS in Bildschirmgröße, Bildschirmqualität und Grafikleistung überlegen, ermöglicht die PSP unter anderem auch das Abspielen von Musik und Filmen und das Betrachten von Bildern. Jedoch war die PlayStation Portable teurer und verfügte über eine geringere Akkulaufzeit als der DS, was dazu führte, dass auch diese Konsole trotz internationalem Erfolg dem DS nicht das Wasser reichen konnte.
Der GP2X von Gamepark Holdings erschien am 10. November 2005 in Deutschland. Für den GP2X kann man dank des vom Hersteller freigegebenen Software Development Kits Spiele und Anwendungen (sogenanntes Homebrew) selbst erstellen. Der GP2X arbeitet mit Linux und ist ein vollwertiger Portable Media Player, der durch Emulatoren auch Spielkonsolen wie das Super Nintendo Entertainment System emulieren kann. Dank eines Speicherkartenschachtes für SD-Karten mit bis zu 4 Gigabyte, quelloffenen Betriebssystems, der Unterstützung von USB-Geräten und Standardbatterien kann auch heute noch mit einigen Entwicklungen seitens des Herstellers und der Community gerechnet werden.
Im Jahr 2010 erschien zuerst in geringer Stückzahl die Pandora, die von Teilen der GP2X-Community entwickelt wurde. Die auf einem quelloffenen Linux basierende Handheld-Konsole fokussierte sich stark auf die Homebrew-Entwicklung und Emulation. 2011 erschienen die Nachfolger der Handhelds von Nintendo und Sony. Nintendo brachte mit dem Nintendo 3DS einen Handheld mit 3D-Bildschirm auf den Markt, während Sony mit der PlayStation Vita vor allem auf gesteigerte Hardwareleistung und ein Touch-Interface auf der Rückseite der Konsole setzte.
In letzter Zeit bekamen die traditionellen Handhelds zunehmend Konkurrenz durch die technisch aufschließenden Smartphones und Tablets. Diese stellen nämlich mittlerweile ebenfalls ansehnliche 3D-Grafiken dar und bieten mobiles Spielen ohne die zusätzlichen Anschaffungskosten eines eigenen Gerätes sowie günstigere Spielepreise. Weiterhin erscheinen jedoch diverse Handheld-Konsolen aus chinesischer Produktion.
Am 3. März 2017 brachte Nintendo seine neue Spielekonsole Nintendo Switch heraus. Sie verfolgt erstmals ein hybrides Hardware-Konzept und fungiert sowohl als stationäre Konsole an einem Fernseher, als auch als Handheld-Konsole mit abnehmbaren Bedienelementen namens „Joy-Con“.
Am 25. Februar 2022 erschien das von der US-amerikanischen Valve-Cooperation entwickelte Steam-Deck, welches exklusiv über Steam angeboten wird.
Ähnlich der Switch ist auch das Steam Deck ein hybrider Spiele-PC, die sowohl als Handheld als auch als tragbarer Personal Computer fungiert.
Hier eine Auswahl bekannter Handheld-Konsolen:

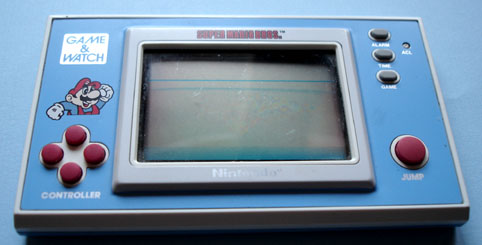
Nintendo Game & Watch mit dem Spiel „Super Mario Bros.“ (3. Juni 1986)
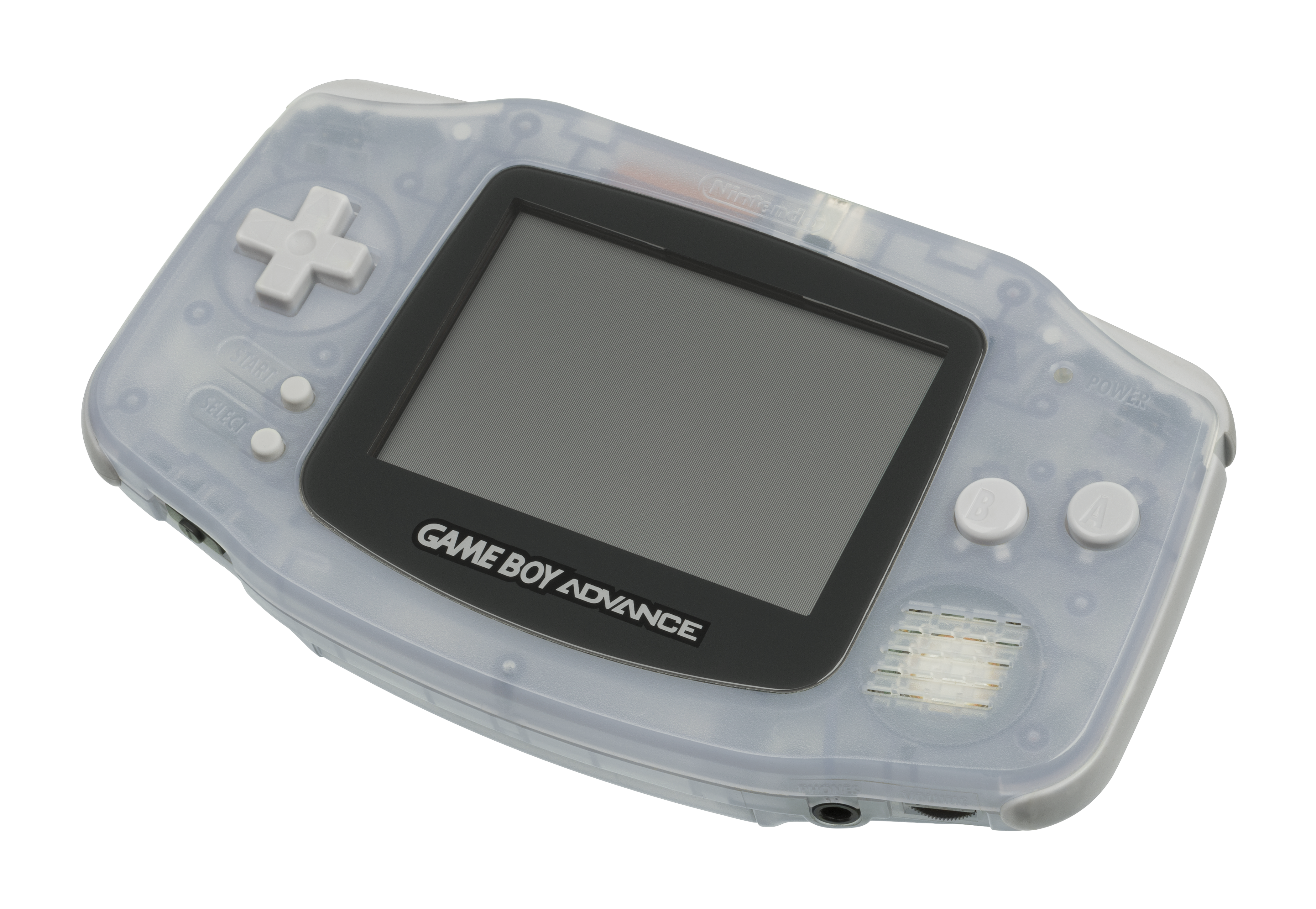
Game Boy Advance (21. März 2001)
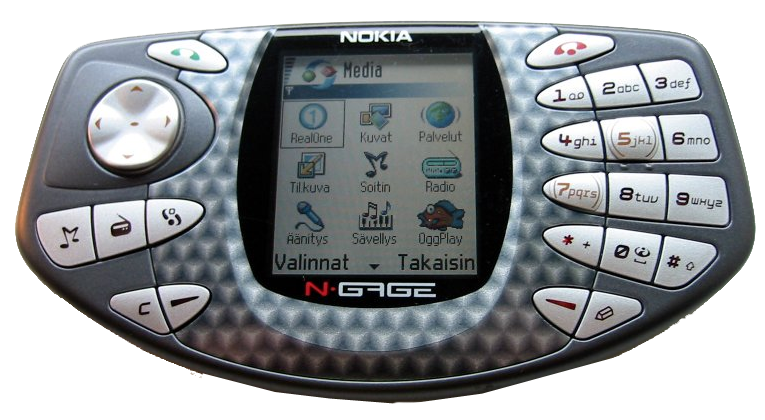
Nokia N-Gage (7. Oktober 2003)
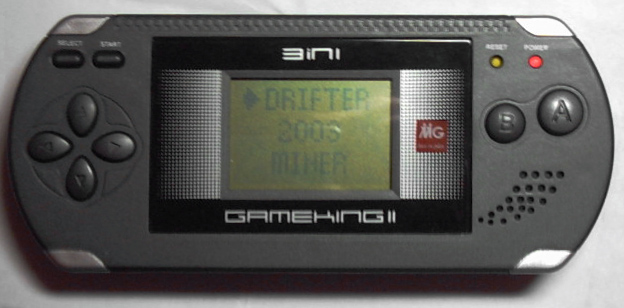
GameKing (2003)
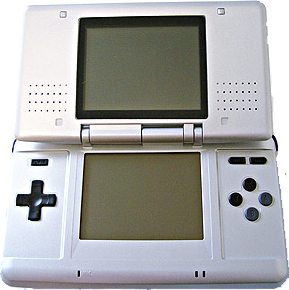
Nintendo DS (21. November 2004)
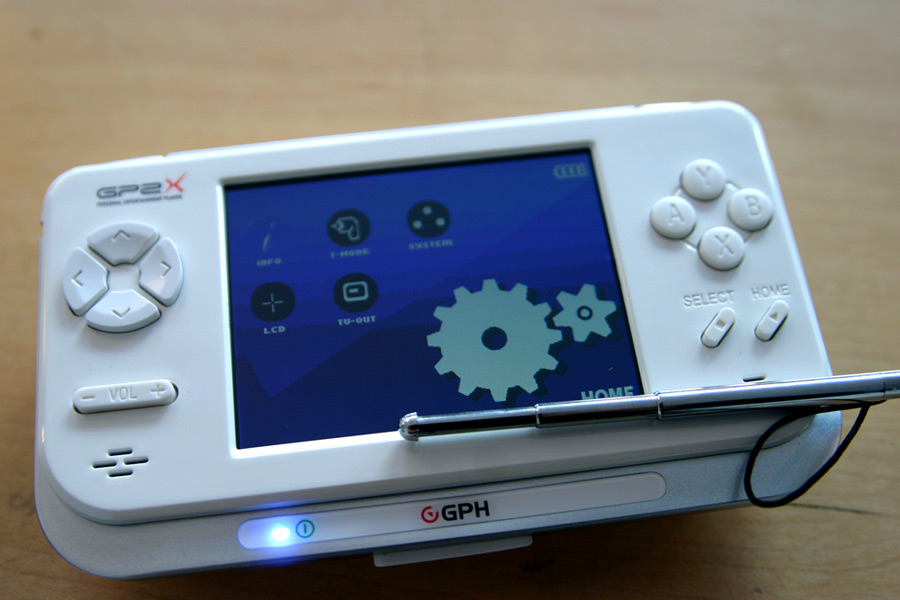
GP2X-F200 (2007)
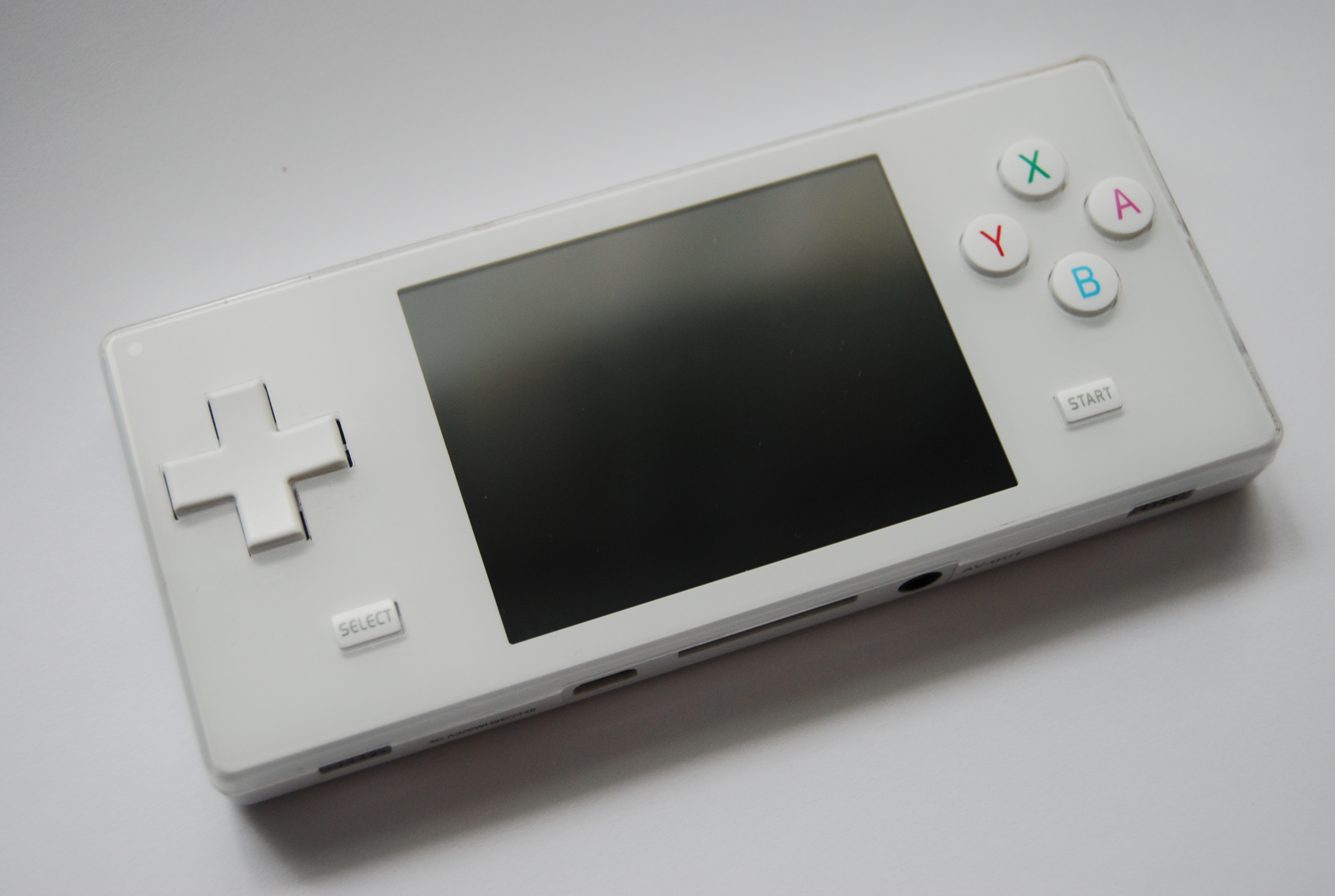
Dingoo A320 (2009)
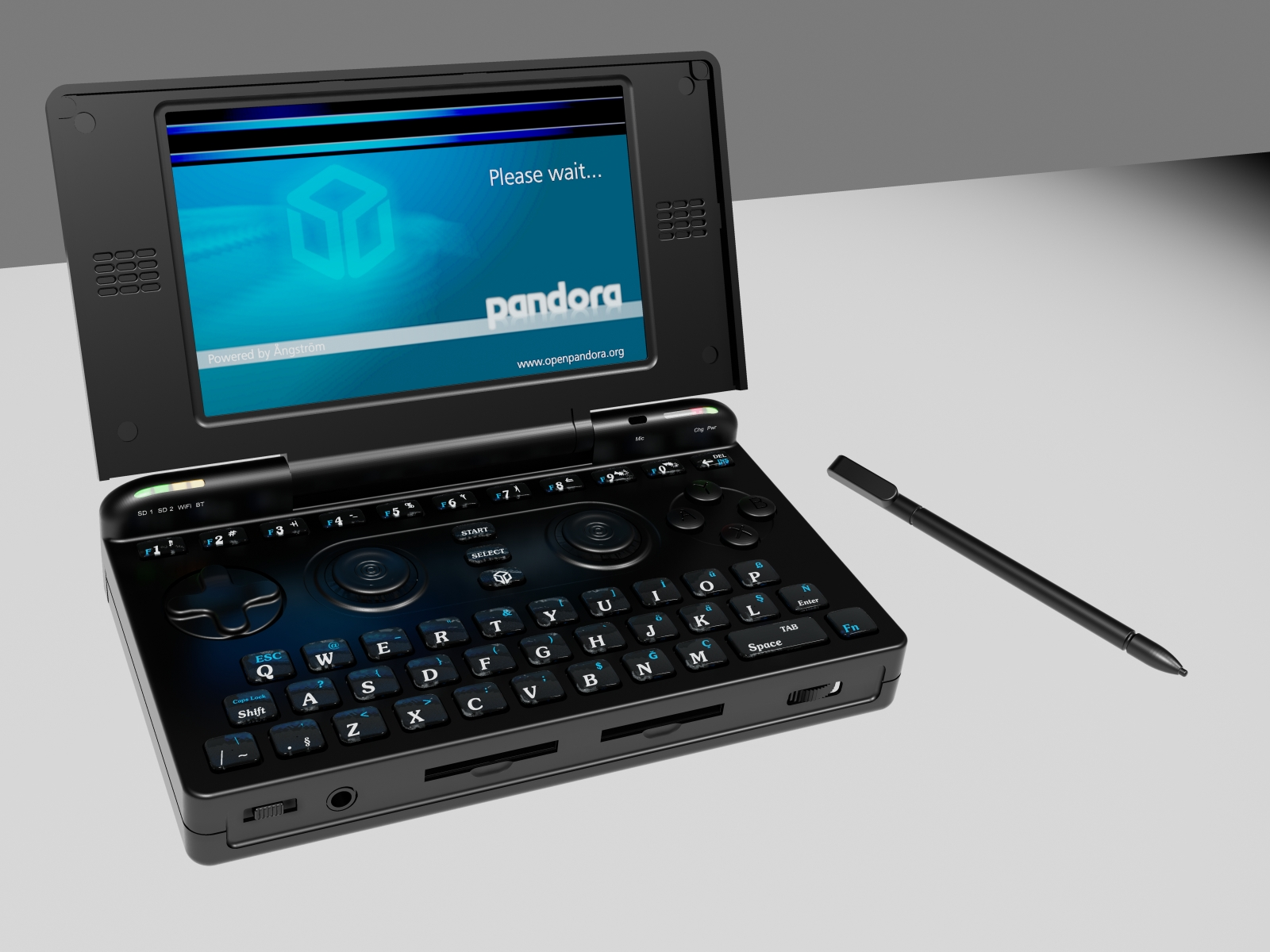
Pandora (2010)
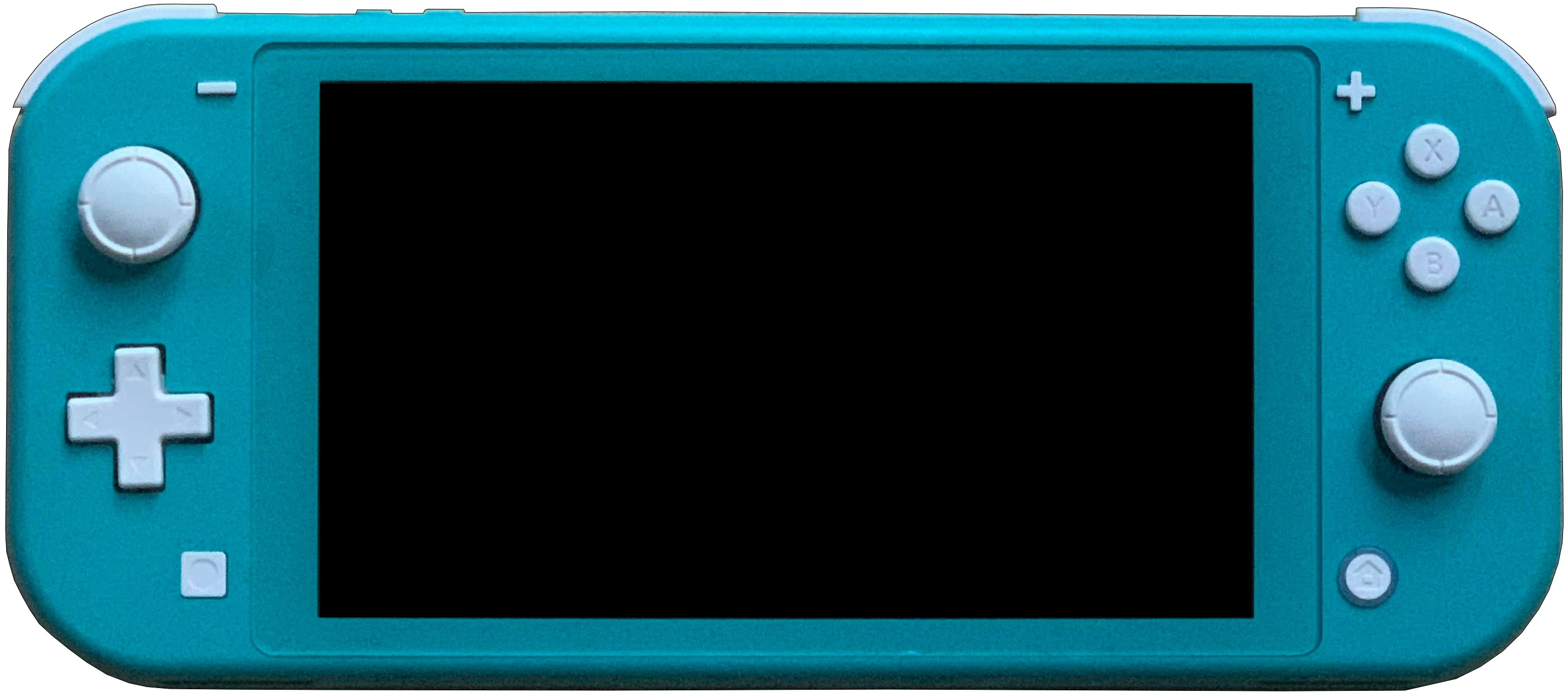
Nintendo Switch Lite (20. September 2019)

## Chronologie (Auswahl)

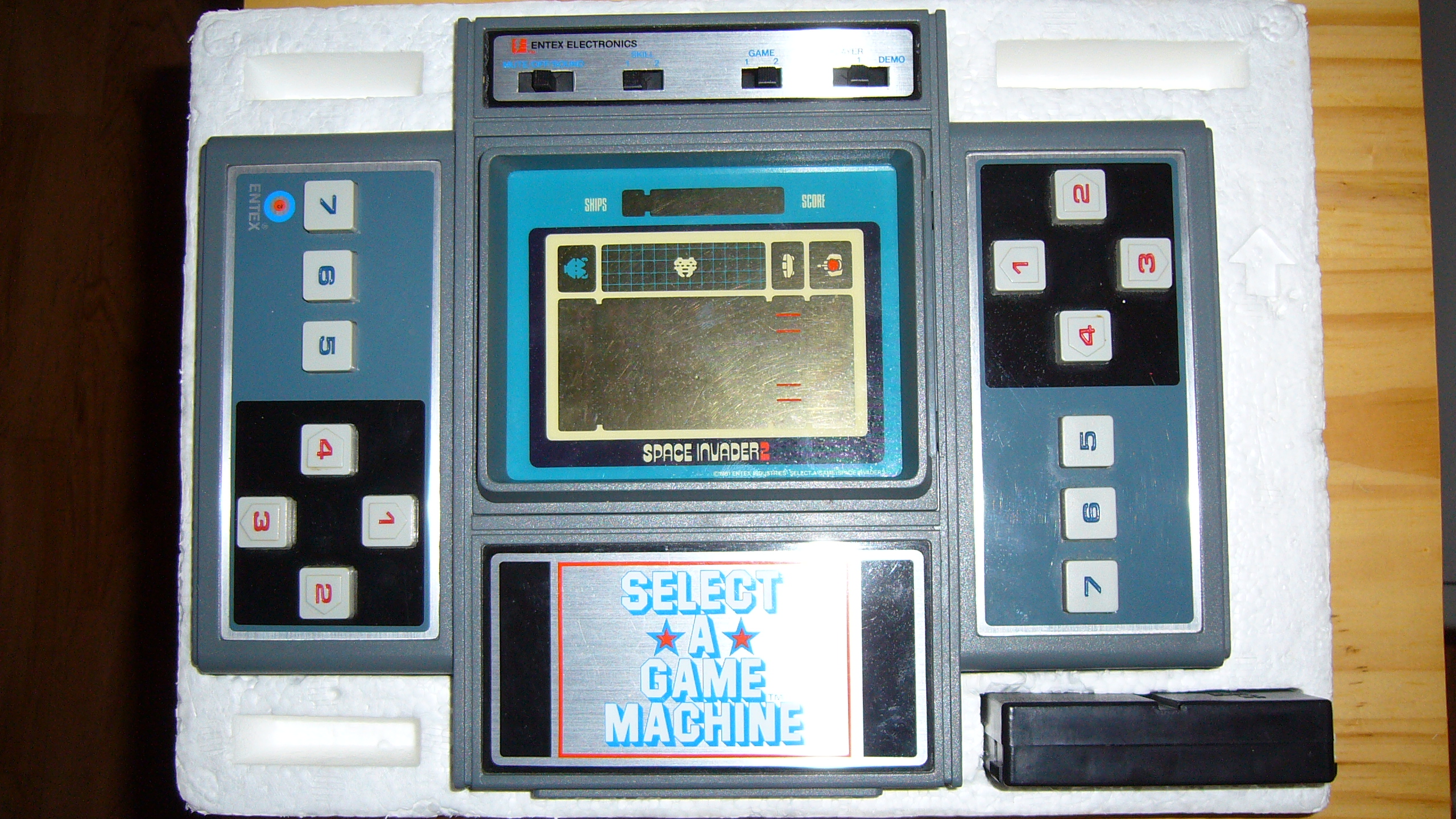
Entex Select-A-Game (1981) mit Modul (2 Spieler können gleichzeitig spielen.)

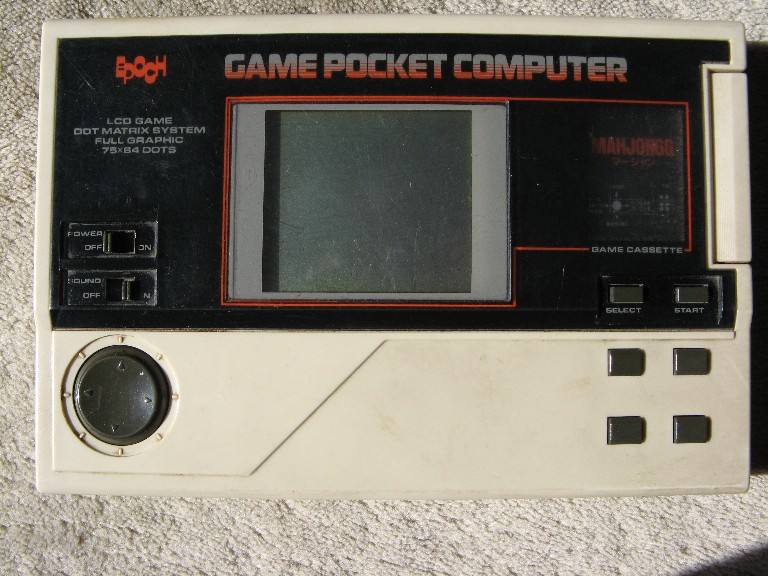
Epoch Game Pocket Computer (1984)

- Mattel Auto Race (1976) – erste Handheld-Konsole
- Merlin – der elektronische Zauberer – erste weltweit kommerziell erfolgreiche Handheld-Konsole
- Microvision (1979) – erste Handheld-Konsole mit austauschbaren Modulen
- Atari Cosmos – holografischer Tabletop, von 1979 bis 1981 entwickelt, nicht veröffentlicht
- Game & Watch (1980) – erste Handheld-Konsolen von Nintendo.
- Home-Computer Software Super Micro Cartridge System (1983)
- Epoch Game Pocket Computer (1984) – erste programmierbare Handheld-Konsole
- Game Boy (1989) – erste weltweit kommerziell erfolgreiche Handheld-Konsole von Nintendo
- Atari Lynx (1989) – erste Handheld-Konsole mit hinterleuchtetem Farbdisplay
- PC Engine GT (1990) – kompatibel mit PC-Engine- (TurboGrafx-)-Spielen
- Sega Game Gear (1990) – technisch dem Sega Master System ähnlich, mit TV-Tuner als Fernseher verwendbar
- Barcode Battler (1991)
- Watara Supervision (1992)
- Sega Mega Jet (1992) – ohne Bildschirm, entwickelt für Japan Airlines
- Virtual Boy (1994) – monochrome (Rotton-)3D-Brille, nur semi-portabel
- Sega Nomad (1995) – kompatibel mit Sega-Mega-Drive-Spielen, die allerdings in niedrigerer Auflösung dargestellt werden
- Neo Geo Pocket (1996) – vom Namen abgesehen keine Gemeinsamkeiten mit Neo-Geo-Konsolen- und Arcade-Hardware
- Game Boy Pocket (1996) – schlankerer und leichterer Game Boy mit klarerem Display
- Game.com (1997) – erste Handheld-Konsole mit Touchscreen und Internetzugang durch separat erhältliches Modem
- Game Boy Color (1998) – mit Infrarotschnittstelle
- Cybiko (1998)
- Neo Geo Pocket Color (1999)
- WonderSwan (1999) – von Gunpei Yokoi nach Verlassen von Nintendo entwickelt
- WonderSwan Color (2000)
- GP32 (2001) – Open-Source-Handheld-Konsole mit Multimediafunktionen
- Game Boy Advance (2001) – 16-Bit-Handheld-Konsole; Nachfolger des Game Boy
- Pokémon Mini (2001)
- SwanCrystal (2002) – leicht verbesserter WonderSwan Color
- Nokia N-Gage (2003) – Handheld-Konsole und GSM-Mobiltelefon inklusive MP3-Player und Radio; verwendet Multimedia Cards als Datenträger für Spiele und Mediendateien, Bluetooth für kabellose Mehrspielerpartien, GPRS für Onlinespiele
- Game Boy Advance SP (2003) – Game Boy Advance in zusammenklappbarem kompakten Design mit zuschaltbarer Hintergrundbeleuchtung und eingebautem Lithium-Ionen-Akku
- Tapwave Zodiac (2004) – Palm OS PDA mit Spielfunktionen
- Nokia N-Gage QD (2004) – überarbeitetes, billigeres N-Gage ohne MP3-Player und Radio
- Nintendo DS (2004/2005) – mit zwei Bildschirmen inklusive Touchscreen, eingebautem Mikrofon sowie Anschluss für externes Headset und Wi-Fi für kabellose Mehrspielerfunktionen offline und online; Download von Multimediainhalten z. B. in Kinos möglich
- Sony PSP-1000 (2004) – mit optischen Datenträgern, Spielstandspeicherung auf Memory Sticks und Multimediafunktionen
- Gizmondo (2005) – mit GPRS-Netzwerkunterstützung; inklusive GPS für standortbasierendes Spielen und Kamera
- GP2X (2005) – Nachfolger des GP32
- Nintendo DS Lite (2006) – verbesserte Variante des Nintendo DS
- Sony PSP-2000 „Slim & Lite“ (2007) – verbesserte Variante der PSP-1000.
- iPod touch (erste Generation, 2007) – Portable Media Player, wird von Apple als „mobile Konsole“ beworben.
- F305 (2008) – Smartphone mit extra Spieltasten und Motion Gaming-Unterstützung
- Sony PSP-3000 (2008)
- iPod touch (zweite Generation, 2008) – neues Design, mehr Speicher, Nike+iPod-Funktion
- Nintendo DSi (2009) – verbesserte Version des Nintendo DS Lite mit u. a. Web-Zugang, Speicherkartenslot und eingebauter Kamera für 640x480p-Fotos
- GP2X Wiz (2009) – offizieller Nachfolger des GP2X
- PSP Go (2009) – Laufwerklose Version der PlayStation Portable
- iPod touch (dritte Generation) (2009) – neue Softwareversion 3.0, basierend auf dem iPhone 3G
- Sony Ericsson Yari (2009/2010) – Mobiltelefon mit Gesture Gaming-Unterstützung, dabei wird die Frontkamera als Bewegungssensor genutzt
- Nintendo DSi XL (2010) – eine vergrößerte Variante des Nintendo DSi
- Pandora (2010) – Hybrid aus Handheld und UMPC; inoffizieller Nachfolger des GP2X, quelloffen
- PSP Street (2011) - Letzte Version der PlayStation Portable
- Nintendo 3DS (2011) – Nachfolger der DS-Systeme, mit einem speziellen 3D-Display
- Nintendo 2DS (2013)
- PlayStation Vita (2011) – Sonys Nachfolger zur PlayStation Portable, mit Touchpanel und Touchscreen sowie bestimmten Modellen mit 3G
- Nintendo Switch (2017) – 6,2 Zoll-„Tablet“-Konsole mit zwei abnehmbaren Controllern („Joy-Con“), durch sog. Docking-Station auch als Heimkonsole am TV-Gerät verwendbar
- Nintendo Switch Lite (2019) - reine Handheld-Variante der Nintendo Switch
- Steam Deck (2022)
- MSI Claw[3]
- Xbox Ally[4]
- Nintendo Switch 2 (2025) - Nachfolger der Nintendo Switch

Eine ausführlichere Aufzählung von Spielkonsolen, einschließlich der Handheldkonsolen, kann in der Liste von Spielkonsolen eingesehen werden.